# Aharon Ipalé

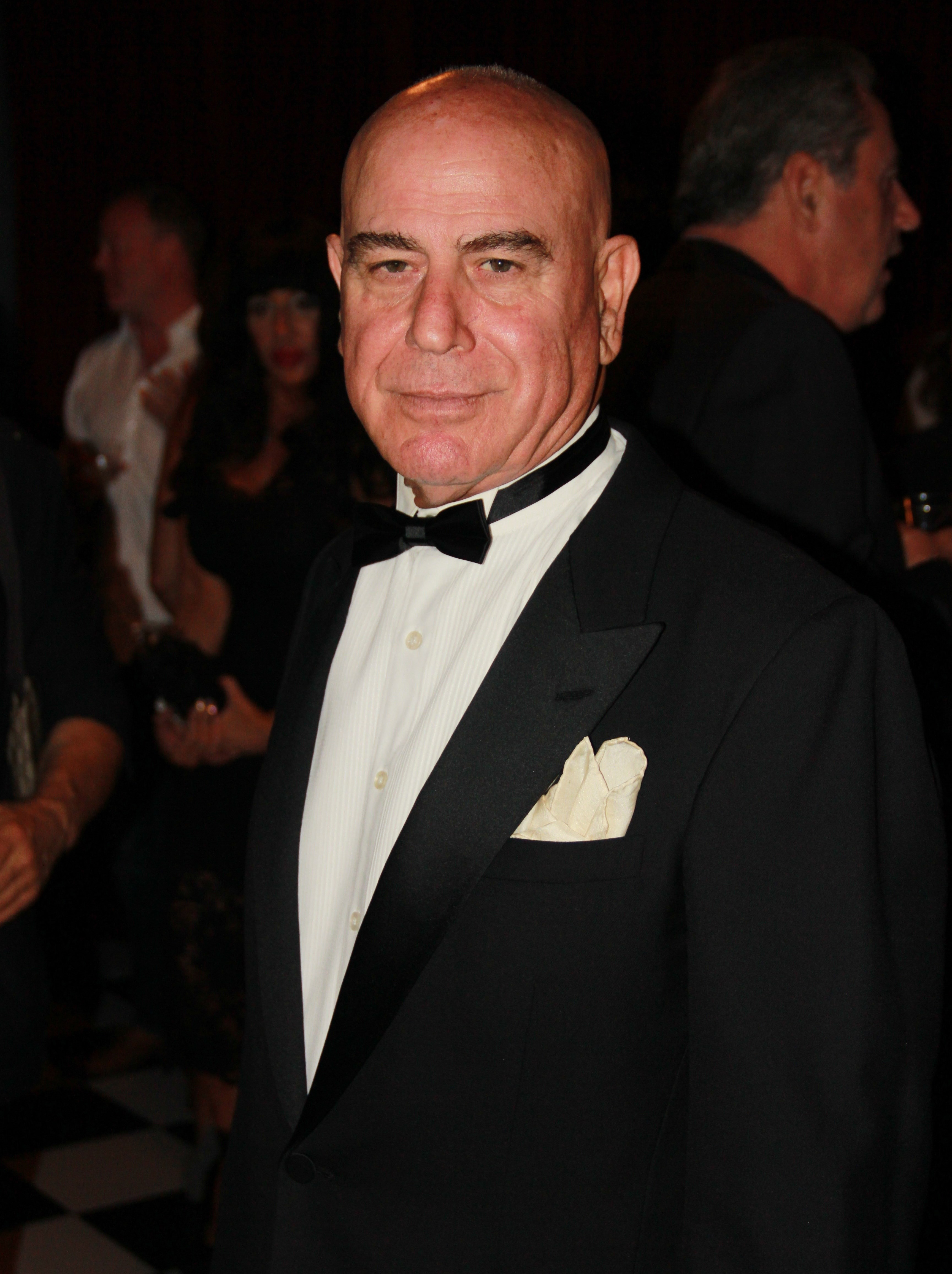
Aharon Ipale, Bel Air Film Festval 2014

Aharon Ipalé (* 27. Dezember 1941 in Marokko; † 27. Juni 2016 in Ramat Gan) war ein israelischer Schauspieler.

## Leben
Aharon Ipalés Filmkarriere begann 1963, als er in der Fernsehserie General Hospital auftrat. Ab den 1970er Jahren erhielt er beständig Aufträge. Sein erster Kinofilm, bei dem er mitspielte, war Madron aus dem Jahre 1970. Ipalé spielte während seiner Laufbahn immer wieder in Fernsehserien mit, so auch bei bekannten, wie etwa 1977 in Drei Engel für Charlie oder auch 1988 in Miami Vice. 1999 spielte Ipalé in Die Mumie und auch für die Fortsetzung aus dem Jahre 2001 mit dem Titel Die Mumie kehrt zurück übernahm er die Rolle Sethos’ I. In dem Film Der Krieg des Charlie Wilson erhielt Ipalé eine Nebenrolle.

## Filmografie (Auswahl)
- 1963: General Hospital (Fernsehserie)
- 1970: Madron
- 1971: Anatevka (Fiddler on the Roof)
- 1972: Jason King (Fernsehserie, eine Folge)
- 1972: Wer zuletzt lebt, lebt am besten (Innocent Bystanders)
- 1974: Moses (Mosè) (Fernseh-Miniserie)
- 1974: Warship (Fernsehserie, eine Folge)
- 1977: …die keine Gnade kennen (Raid on Entebbe)
- 1977: Drei Engel für Charlie (Charlie’s Angels, Fernsehserie, eine Folge)
- 1977: Killing Devil – Die gefährlichste Waffe: Ihr Körper (Too Hot to Handle)
- 1977: Einsatz in Manhattan (Kojak, Fernsehserie, eine Folge)
- 1978: Wonder Woman (Fernsehserie, eine Folge)
- 1979: Vegas (Vega$, Fernsehserie)
- 1980: Hagen (Fernsehserie, eine Folge)
- 1980: Xanadu
- 1982: Escape to Love
- 1982: Das Kommando (Who Dares Wins)
- 1983: Sadat (Miniserie)
- 1984: Der Denver-Clan (Dynasty, Fernsehserie, eine Folge)
- 1985: Die letzte Jagd (The Shooting Party)
- 1985: Hollywood Connections (Beverly Hills Cowgirl Blues, Fernsehfilm)
- 1986: Knight Rider (Fernsehserie, eine Folge)
- 1987: Ishtar
- 1987: Kampf gegen die Mafia (Wiseguy, Fernsehserie, eine Folge)
- 1988: Vibes – Die übersinnliche Jagd nach der glühenden Pyramide (Vibes)
- 1988: Miami Vice (Fernsehserie, eine Folge)
- 1989: Eye of the Widow
- 1989: Erik (One Man Out)
- 1990: Ein Phantom in Monte Carlo (A Ghost in Monte Carlo, Fernsehfilm)
- 1991: Ein gesegnetes Team (Father Dowling Mysteries, Fernsehserie, eine Folge)
- 1993: Tarzan (Fernsehserie, eine Folge)
- 1993: American Fighter 5 (American Ninja 5)
- 1993: Der Sohn des rosaroten Panthers (Son of the Pink Panther)
- 1994: Invisible – Die unheimliche Macht (Invisible: The Chronicles of Benjamin Knight)
- 1995: The Rockford Files: A Blessing in Disguise (Fernsehfilm)
- 1997: Law & Order (Fernsehserie)
- 1998: A Kid in Aladdin’s Place
- 1998: Die Schattenkrieger (Soldier of Fortune, Inc., Fernsehserie, eine Folge)
- 1999: Die Mumie (The Mummy)
- 2001: The Princess & the Barrio Boy (Fernsehfilm)
- 2001: Die Mumie kehrt zurück (The Mummy Returns)
- 2001–2002: Alias – Die Agentin (Alias, Fernsehserie, 4 Folgen)
- 2006: The Ten Commandments: The Musical
- 2007: The Unit – Eine Frage der Ehre (The Unit, Fernsehserie, eine Folge)
- 2008: Der Krieg des Charlie Wilson (Charlie Wilson’s War)